# ورزشگاه اوسیان
ورزشگاه اوسیان (به فرانسوی: Stade Océane) (تلفظ در فرانسوی: [stad ɔsean]; یا ورزشگاه بزرگ آور (به فرانسوی: Grand Stade du Havre)) یک ورزشگاه فوتبال در لو آور فرانسه است. ظرفیت آن ۲۵٬۱۷۸ نفر (تماماً صندلی‌دار) و زمین خانگی باشگاه لیگ یکی لو آور است که جایگزین ورزشگاه ژول دشازو به عنوان ورزشگاه خانگی این باشگاه شد. اوسیان، در یک بازی دوستانه بین لو هاور و لیل در ۱۲ ژوئیه ۲۰۱۲ افتتاح شد.

## جام جهانی فوتبال زنان ۲۰۱۹
این ورزشگاه برای میزبانی مسابقات جام جهانی فوتبال زنان ۲۰۱۹ تا مرحله یک چهارم نهایی انتخاب شده بود.
| تاریخ        | زمان (CEST) | تیم #۱   | نتیجه      | تیم #۲              | دور            | تماشاگران |
| ------------ | ----------- | -------- | ---------- | ------------------- | -------------- | --------- |
| ۸ ژوئن ۲۰۱۹  | ۱۸:۰۰       | اسپانیا  | ۳–۱        | آفریقای جنوبی       | گروه B         | ۱۲٬۰۴۴    |
| ۱۱ ژوئن ۲۰۱۹ | ۱۵:۰۰       | نیوزیلند | ۰–۱        | هلند                | گروه E         | ۱۰٬۶۵۴    |
| ۱۴ ژوئن ۲۰۱۹ | ۲۱:۰۰       | انگلستان | ۱–۰        | آرژانتین            | گروه D         | ۲۰٬۲۹۴    |
| ۱۷ ژوئن ۲۰۱۹ | ۱۸:۰۰       | چین      | ۰–۰        | اسپانیا             | گروه B         | ۱۱٬۸۱۴    |
| ۲۰ ژوئن ۲۰۱۹ | ۲۱:۰۰       | سوئد     | ۰–۲        | ایالات متحده آمریکا | گروه F         | ۲۲٬۴۱۸    |
| ۲۳ ژوئن ۲۰۱۹ | ۲۱:۰۰       | فرانسه   | ۲–۱ (و.ا.) | برزیل               | یک هشتم نهایی  | ۲۳٬۹۶۵    |
| ۲۷ ژوئن ۲۰۱۹ | ۲۱:۰۰       | نروژ     | ۰–۳        | انگلستان            | یک چهارم نهایی | ۲۱٬۱۱۱    |